# 이리스버스 크로스웨이
이리스버스 크로스웨이(영어: Irisbus Crossway) 또는 이베코 크로스웨이(영어: Iveco Crossway)는 2006년부터 생산 중인 버스 차종이다.

## 생산 및 운영
2006년에 크로스웨이는 연속으로 생산되었다. 2013년에는 유로4 엔진과 새로워진 외관을 갖춘 현대화된 버전이 도입되었다.

## 운행하는 국가
- 네덜란드[1]
- 덴마크[2]
- 오스트리아
- 프랑스
- 체코 공화국
- 아이슬란드
- 이탈리아
- 스페인